# ميلاني فولرتون
ميلاني فولرتون (بالإنجليزية: Melanie Fullerton)‏ هي ممثلة أمريكية، ولدت في 29 أغسطس 1962 في كانساس سيتي في الولايات المتحدة.

## وصلات خارجية
- ميلاني فولرتون على موقع IMDb (الإنجليزية)
- ميلاني فولرتون على موقع قاعدة بيانات الفيلم (الإنجليزية)